# Sota el jou
Sota el jou búlgar: Под игото Pod ígoto, és una novel·la d'Ivan Vàzov escrita el 1888. Està ambientada en una petita ciutat del centre de Bulgària durant els mesos previs a la Revolta d'abril del 1876 i és la peça més famosa de la literatura búlgara. Sota el jou s'ha traduït a més de 30 idiomes.

## Argument

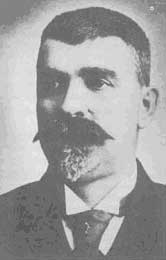
Ivan Vàzov

Ivan Kralitxa, revolucionari búlgar originari de Vidin (nord-oest de Bulgària), es fuga de la presó turca de Diyarbakır i busca refugi en la petita ciutat de Biala Txerkva (Església Blanca, representació fictícia de Sopot) En ella s'estableix com a mestre d'escola sota el nom fals de Boitxo Ogniànov, i entra en contacte amb altres patriotes búlgars de la localitat. S'enamora de la mestra Rada Gospòguina, que sent el mateix per ell. Aviat es converteix en líder del comitè revolucionari local, i comença a treballar en la preparació d'un aixecament contra els turcs a escala nacional. Al cap d'uns mesos, és desemmascarat pel seu rival i col·laborador de l'autoritat turca Kiriak Steftxov, i es veu obligat a escapar de nou. Ferit, troba refugi al llogaret de Verigovo. Passats uns mesos, al febrer de 1876, emprèn camí de tornada a Biala Txerkva, on reprèn les seves activitats clandestines. La Revolta d'abril, que esclata uns dies abans del previst, el sorprèn a la propera vila de Klissura. Participa en els combats que es produeixen a les muntanyes properes a aquesta població. Després del fracàs de l'aixecament, emprèn camí de tornada a Bela Txerkva. Aconsegueix trobar-se amb Rada i amb el seu company revolucionari Sokolov. No obstant això, són assetjats per les tropes turques en un molí en ruïnes. Després de caure Rada sota el foc turc, i sense capacitat d'escapatòria, Sokolov se suïcida i Ogniànov és abatut pels turcs.
Històricament, l'aixecament d'abril de 1876 va fracassar a causa de la mala organització, els recursos limitats i la traïció. La brutal manera en què els otomans van reprimir l'aixecament es van convertir en el pretext de la Guerra russoturca (1877-1878). que va provocar la independència búlgara.
El llibre té molts elements autobiogràfics: Sopot és la ciutat natal de l'escriptor i va prendre part personal en l'aixecament descrit.

## Reaccions
Mary C. Neuberger ha descrit les escenes de la cafeteria de la novel·la com un "panorama social" del kafene de Ganko (petita cafeteria búlgara) amb una "desfilada de personatges arquetípics d'un poble balcànic de muntanya de la Bulgària otomana que beu cafè amarg, debat, riu observa, dins d'una "densa boira de fum de tabac". Escriu que Vàzov "pinta amb habilitat un paisatge otomà tardà" que va conduir a l'aixecament d'abril de 1876.

## Adaptacions al cinema
Sota el jou ha estat adaptada dos cops al cinema :
- 1952 : Sota el jou (Под игото) per Dako Dakovski.[5] Sylvie Vartan, llavors una nena de set anys, interpreta el paper d'una col·legiala sota tens examen "patriòtic" de final de curs. La pel·lícula està disponible en la seva versió original, en búlgar : Под игото / Sota el jou (1952)
- 1990 :Sota el jou (Под игото) de Ianko Iànkov.[6] Una producció en nou parts per a la televisió búlgara.